# 마리스 울레

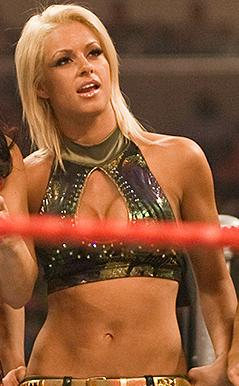
마리스 울레 미재닌

마리즈(Maryse)는 마리스 울레 미재닌(Maryse Ouellet Mizanin, 1983년 1월 21일 ~ )는 캐나다의 여자 프로레슬링선수다. 키는 5 ft 8 in (173 cm) tall 몸무게는 52kg 115lb 이다. 피니쉬는 프렌치 TKO(힐 킥), 프렌치 키스(스냅 DDT)로 사용을 한다. 2014년 WWE 레슬러 더 미즈와 결혼했다.

## 같이 보기
- 더 미즈 (현 WWE 레슬러이자 남편이다.)

## 수상
- WWE 디바스 챔피언 2회